# Gungsul
Gungsul, manchmal auch Goongsul geschrieben, bedeutet wörtlich „Handwerk des Bogens“  oder „Technik des Bogens“ und bezeichnet das traditionelle koreanische Bogenschießen. Eine weitere Bezeichnung für diese Kampfkunst ist Guk-gung (각궁) sowie Gungdo, wobei Letzteres so viel wie „Weg des Bogens“ bedeutet.
Der koreanische Bogen (‚Gak Gung‘ oder ‚Hwal‘) wird aus dem Horn des Wasserbüffels gefertigt. Um 1900 wurde er standardisiert.